# Oscar de Suède (1859-1953)
Pour les articles homonymes, voir Oscar de Suède.
Signature
Le prince Oscar de Suède, (en suédois Oscar greve af Wisborg) comte de Wisborg né le 15 novembre 1859 au château de Drottningholm et mort le 4 octobre 1953 est un prince suédois. Il est le deuxième fils du roi Oscar II de Suède et de Sophie de Nassau. Il est né duc de Gotland.
Après son mariage morganatique avec Ebba Munck en 1888, il perd ses droits au trône et utilise le titre de prince Bernadotte.

## Carrière
Bernadotte sert dans la marine suédoise pendant 25 ans et atteint le rang de vice-amiral. Comme prince Oscar dans sa jeunesse, il a visité les États-Unis à plusieurs reprises, à partir de 1876, et il participe de 1883 à 1885 à un voyage à la voile autour du monde à visée scientifique, l'expédition Vanadis.
Il est très actif dans les organisations sociales et religieuses, comme notamment le YMCA de Suède et les Amis de la mission en Laponie (Suède), qu'il préside pendant de nombreuses années. En 1898, il fond les conférences de Södertälje en s'inspirant de la Convention de Keswick et coopère étroitement avec son ami l'évangéliste norvégien Albert Lunde. Seul membre de la royauté suédoise connu pour être « né de nouveau », il est un laïc chrétien interconfessionnel engagé de grande réputation.

## Mariage

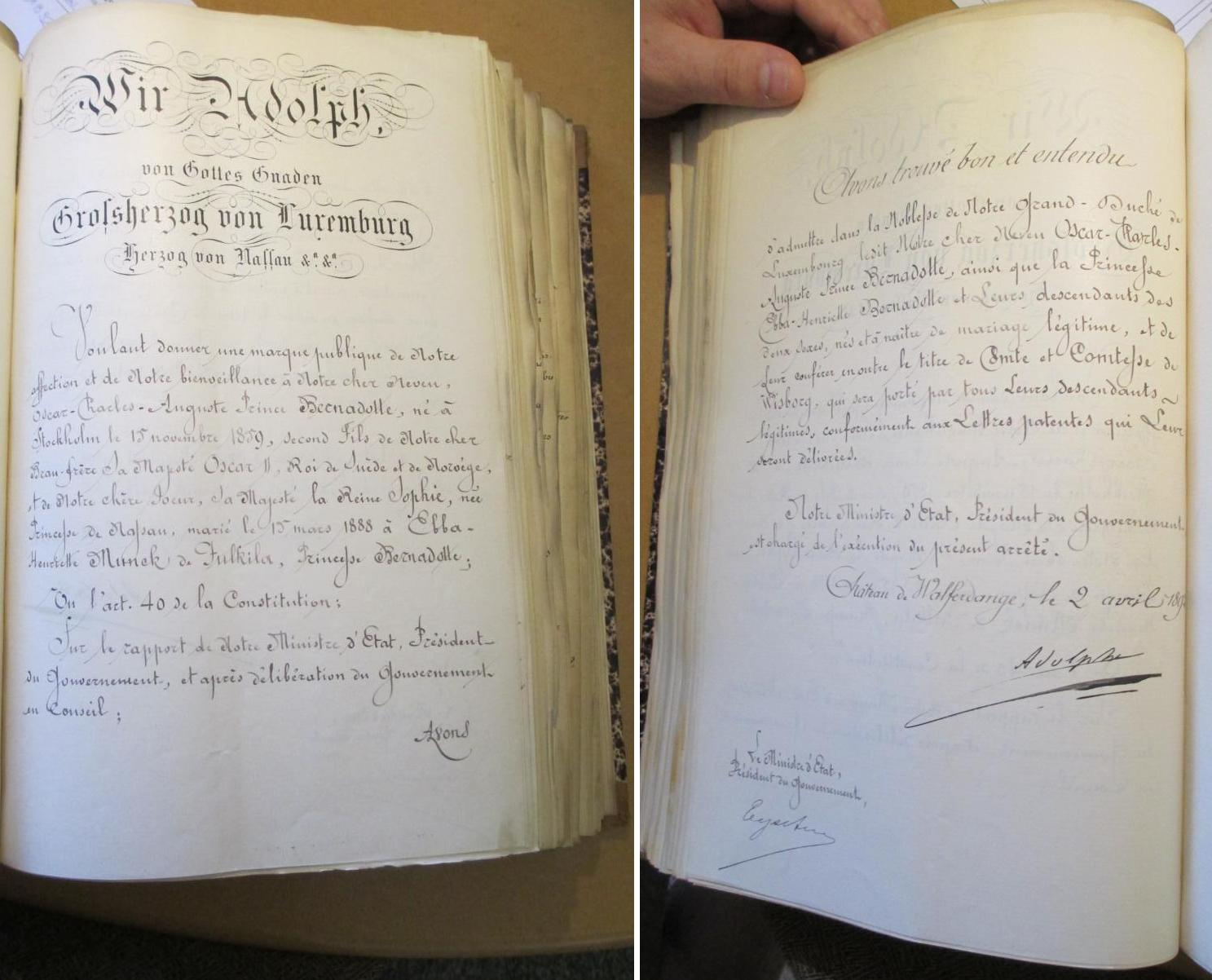
Lettres patentes titrant Oscar Bernadotte comte de Wisborg

Il épouse morganatiquement le 15 mars 1888 Ebba Munckaf Fulkila. De cette union sont issus :
- Maria Bernadotte née à Karlskrona, le 28 février 1889 - morte à Stockholm, le 19 juin 1974 ;
- Carl Oscar né à  Karlskrona le 27 mai 1890 - mort à Frötuna gård le 23 avril 1977) ;
- Ebba Sophia née à Karlskrona le 17 mai 1892- morte le 21 juin 1936) ;
- Elsa Cedergren née à Stockholm, le 3 août 1893 - morte à Bromma, le 17 juillet 1996 ;
- Folke Bernadotte né à Stockholm le 2 janvier 1895 - mort assassiné le 17 septembre 1948 à Jérusalem par des membres du groupe juif sioniste armé Lehi.

## Titulature
- 1859 - 1888 : Son Altesse Royale le prince Oscar de Suède, prince de Suède et de Norvège, duc de Gotland (naissance) ;
- 1888 - 1953 : prince Oscar Bernadotte ;
- 1892 - 1953 : prince Oscar Bernadotte, comte de Wisborg (titre luxembourgeois octroyé par son grand-oncle le grand-duc Adolphe de Luxembourg à la suite de son mariage morganatique).

## Armoiries

Armoiries du prince Oscar, duc de Gotland[1]
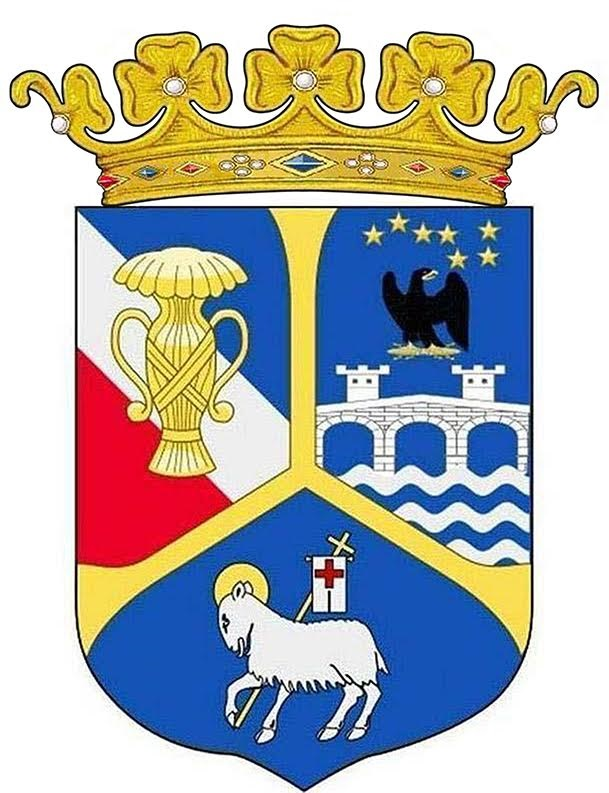
Armoiries du prince Oscar Bernadotte dans la noblesse luxembourgeoise
Armoiries du comte de Wisborg

Description de l'écu : Tiercé au pairle patté d'or renversé, qui est la Croix de Saint-Eric, à dextre parti tranché d'azur et de gueules à la banche d'argent et à la gerbe d'or brochant sur le tout à senestre d'azur, à un pont de trois arches sommé de deux tours crénelées et posé sur une champagne ondée, le tout d'argent, accompagné en chef de sept étoiles du même au chef d'azur à l'aigle de sable, empiétant un foudre d'or ; en pointe d'azur à l'agneau pascal passant d'argent,.